# Ас-Саддамия
Ас-Саддамия или же Мухафаза Кувейт (араб. محافظة الكويت‎) — 19-я мухафаза Ирака, основанная после вторжения в Кувейт Ирака в 1990 году. Этому предшествовало создание марионеточного государства — республики Кувейт.
Отказ Ирака уйти из Кувейта привел к войне в Персидском заливе и возвращению кувейтского правительства 26 февраля 1991 года.

## Губернаторы
2 августа 1990 года в 2.00 часа ночи иракская группировка, насчитывавшая 120 тыс. солдат и 350 танков, вторглась на территорию Кувейта. Операция носила молниеносный характер, уже к 4 августа кувейтская армия была полностью разгромлена, а территория страны была взята под контроль иракскими войсками.
Двоюродный брат Саддама Хусейна, видный государственный и военный деятель Ирака, Али Хасан аль-Маджид, руководивший оккупацией Кувейта, был назначен губернатором новообразованной мухафазы. Он переименовал захваченную территорию, назвав в честь президента — Саддамия. В сентябре аль-Маджид принял указ, по которому все здания с эмблемой или картинами кувейтского эмира должны быть сожжены, а владельцы арестованы. Кувейтцам запретили носить и отращивать бороды.
В ноябре 1990 года новым губернатором Кувейта (Ас-Саддамии) был назначен Азиз Салих ан-Нуман, также активно принимавший участие в его оккупации. На новом посту по его распоряжению в Кувейте начались массовые грабежи. Считается, что он также ответственен за изнасилования кувейтских женщин.
После изгнания иракских войск из Кувейта оба руководили жестоким подавлением волны восстаний шиитов и курдов на территории Ирака.